# Потросово
Потросово — деревня в Козельском районе Калужской области. Входит в состав Сельского поселения «Село Попелёво».

## Географическое положение
Расположено примерно в 8 км к северу от города Козельск на ручье Ноика, впадающем в Жиздру.

## Население
На 2010 год население составляло 149 человек.